# 褐色园蛛
褐色园蛛（学名：Araneus rufofemorata）为园蛛科园蛛属的动物。分布于台湾岛以及中国大陆的上海、香港等地。